# Mohammed Baba Otu
Mohammed Baba Otu – nigeryjski piłkarz grający na pozycji prawoskrzydłowego. W swojej karierze grał w reprezentacji Nigerii.

## Kariera klubowa
W swojej karierze piłkarskiej Otu grał w klubie Mighty Jets FC. Zdobył z nim Puchar Nigerii w 1974 roku.

## Kariera reprezentacyjna
W 1976 roku Otu został powołany do reprezentacji Nigerii na Puchar Narodów Afryki 1976. Zagrał w nim w pięciu meczach: grupowych z Zairem (4:2), w którym strzelił dwa gole, z Sudanem (1:0) i z Marokiem (1:3) oraz w fazie finałowej z Gwineą (1:1) i z Marokiem (1:2), w którym strzelił gola. Z Nigerią zajął 3. miejsce w tym turnieju.